# Ray Mears
Paul Raymond "Ray" Mears (nacido el 7 de febrero de 1964) es un hombre del bosque, instructor de supervivencia, escritor y presentador de televisión.
Es muy conocido por sus apariciones en televisión cubriendo programas con técnicas de supervivencia, (Ray Mears 'Bushcraft, Ray Mears' World of Survival, Supervivencia Extrema, Supervivencia con Ray Mears, Wild Bretaña con Ray Mears y Ray Goes Walkabout....)
Mears creció en Kenley, Londres y las llanuras del norte, donde descubrió un paisaje con abundante vida silvestre.

## Vida personal
Educado en la escuela secundaria de Reigate, una escuela independiente coeducacional en Reigate, Surrey, aprendió a rastrear los zorros en el bosque a una edad temprana. Cuando era niño, quería dormir en el camino, pero no podía pagar el equipo de camping y recurrió a la instalación en el campo con lo que pudo encontrar en su entorno.
Mears conoció a su pareja, Rachel, en 1992, cuando asistió a uno de sus cursos de cinco días de supervivencia. La pareja vivía en East Sussex con sus dos hijos adultos, y se casaron en 2005, después de que Rachel fue diagnosticada con cáncer de mama. Rachel murió en 2006.